# Dobrovsky (huyện)
Huyện Dobrovsky (tiếng Nga: ? райо́н) là một huyện hành chính tự quản (raion), của Tỉnh Lipetsk, Nga. Huyện có diện tích 1326 km², dân số thời điểm ngày 1 tháng 1 năm 2000 là 42300 người. Trung tâm của huyện đóng ở Dobroye.